# Летовский сельсовет (Егорьевский район)
Летовский сельсовет — упразднённая административно-территориальная единица, существовавшая на территории Московской губернии и Московской области до 1960 года.
Летово-Сазоновский сельсовет был образован в первые годы советской власти. По данным 1923 года он входил в состав Куплиямской волости Егорьевского уезда Московской губернии.
В 1925 году Летово-Сазоновский с/с был переименован в Летовский сельсовет.
В 1926 году из Летовского с/с был выделен Сазоновский с/с.
По данным 1926 года сельсовет включал деревню Летово и лесную сторожку Великое Поле.
В 1929 году Летовский с/с был отнесён к Белоомутскому району Коломенского округа Московской области.
8 января 1931 года Белоомутский район был упразднён и Летовский с/с отошёл к Горкинскому району, который 11 мая того же года был переименован в Луховицкий район.
21 апреля 1934 года Летовский с/с был передан в Егорьевский район.
17 июля 1939 года к Летовскому с/с был присоединён Сазоновский с/с (селение Сазоново).
22 апреля 1960 года Летовский с/с был упразднён. При этом его территория была передана в Куплиямский с/с.